# Alban Préaubert
Alban Préaubert (né le 20 septembre 1985 à Grenoble) est un patineur artistique français. Il est cinq fois médaillé de bronze aux championnats de France (2006, 2008, 2009, 2010, 2011).

## Biographie

### Carrière sportive

#### Enfance
Guy Préaubert, le père d'Alban, souhaite faire découvrir un sport de glisse à son jeune fils. La famille habitant Charleville-Mézières en Champagne-Ardenne, il est plus facile de faire du patinage que du ski ! C'est donc à la patinoire que son père amène Alban et celui-ci est tout de suite attiré par le patinage. Persévérant dans ce sport, il s'entraîne avec Elena Issatchenko, championne d'URSS en 1965 et 1966, qui officie à Charleville-Mézières depuis le début des années 1990. En 2001, alors qu'il n'a que 15 ans, il devient champion de France espoir.

#### Saison 2001/2002
Alban Préaubert participe à 16 ans à ses premiers championnats de France élite à Grenoble et s'y classe treizième. La même saison il devient vice-champion de France novice et prend la septième place des championnats de France junior.

#### Saison 2002/2003
Il patine son programme court la musique de "Köln Concert" de Keith Jarrett et le programme long sur des musiques de Carlos Santana, Daft Punk et Peter Gabriel. À l'automne, il participe pour la première fois au Grand-Prix ISU junior mais n'obtient que des places d'honneur: onzième à un grand-prix en Slovaquie et huitième à un grand-prix en Allemagne. En décembre 2002, pour ses seconds championnats de France élite à Asnières-sur-Seine, il progresse rapidement dans le classement en prenant la cinquième place. Il devient aussi la même saison vice-champion de France junior. Mais la grande compétition de la saison pour Alban a lieu fin février/ début mars à Ostrava pour les championnats du monde junior. Il va y conquérir une très encourageante médaille de bronze devant deux autres patineurs français, Damien Djordjevic (10e) et Yannick Ponsero (14e). À la fin de l'année scolaire, après avoir étudié au lycée Saint-Rémi de Charleville-Mézières, il obtient son baccalauréat scientifique avec la mention Très Bien. Souhaitant mener de front une carrière sportive de haut niveau et de hautes études, il poursuit ses études en économie gestion à l'Université d'Évry-Val d'Essonne.

#### Saison 2003/2004
Il conserve son programme court et change le programme libre sur une sélection de musique de Hugues Le Bars. Il débute très bien la saison lors des masters de septembre à Colmar, en prenant la troisième place. Participant pour la deuxième année au Grand-Prix ISU junior, il progresse dans les classements en étant second à un grand-prix à Zagreb en Croatie et quatrième à un grand-prix à Bled en Slovénie. Mais une blessure à la cheville pendant la compétition de la Coupe de Nice en cet automne 2003 va perturber les entraînements d'Alban pendant toute la saison. En décembre 2003, lors des championnats de France à Briançon, il ne peut pas faire mieux que septième, soit deux places de moins par rapport à la saison passée. Il conquiert tout de même le titre de champion de France junior qui lui permet de participer aux championnats du monde junior à La Haye fin février/ début mars 2004. Cette fois-ci il ne monte pas sur le podium, il doit se contenter de la quatrième place mais reste toujours le premier français de cette compétition devant Yannick Ponsero (9e) et Damien Djordjevic (12e).

#### Saison 2004/2005
Alban change ses deux programmes. Il choisit de patiner le court sur "Jaleo Project" de Louis Winsberg et le libre sur "Adios nonio" d'Astor Piazzolla. En septembre, Alban prend la deuxième place des masters puis participe pour la première fois aux épreuves du Grand-Prix senior. Dixième du Trophée NHK, il prend la huitième place du Trophée Bompard en novembre où il tente pour la première fois un quadruple boucle piqué. En décembre 2004, aux championnats de France à Rennes, il ne réussit pas à monter sur le podium national et doit se contenter d'une sixième place. Fin février/ début mars 2005, il participe à ses troisièmes et derniers championnats du monde junior à Kitchener au Canada. Il ne se classe que neuvième alors que Yannick Ponsero lui passe devant en prenant la médaille d'argent. À la fin de la saison, Alban décide de quitter le club de son enfance, le club de Charleville-Mézières, et de venir travailler à Champigny-sur-Marne avec Annick Dumont. À la fin de l'année scolaire, il obtient son DEUG d'économie gestion, et est admis à l'École supérieure de commerce de Paris — Europe.

#### Saison 2005/2006
Alban patine son programme court sur "Une nuit sur le mont Chauve" de Modeste Moussorgski et "Le Vol du bourdon" de Nikolaï Rimski-Korsakov. Il commence timidement la saison olympique en ne prenant que la cinquième place des masters à Reims. Neuvième de la coupe de Chine en novembre, il prend la sixième place de la coupe de Russie début décembre. Aux championnats de France à Besançon, Alban va monter pour la première fois sur le podium national. Il prend la médaille de bronze derrière Brian Joubert et Samuel Contesti. La France ayant trois places pour les championnats d'Europe de janvier 2006 à Lyon, Alban Préaubert est donc logiquement sélectionné par la FFSG (Fédération française des sports de glace) pour y participer. Mais quelques jours plus tard la Fédération décide de ne pas sélectionner Samuel Contesti, qui est pourtant vice-champion de France, lui préférant Frédéric Dambier qui n'est que quatrième des championnats nationaux. Alban va alors devoir participer, avec ces deux patineurs, à un test supplémentaire à la suite de l'appel déposé par le vice-champion de France. Alban réussit le test en prenant la deuxième place, et même si le test sera ensuite annulé, Alban va bien participer à ses premiers championnats d'Europe. Classé cinquième du programme court, il peut dès sa première participation patiner dans le dernier groupe du programme libre. Finalement il termine sixième de la compétition et troisième français derrière Brian Joubert (3e) et Frédéric Dambier (4e). Malheureusement, la France n'ayant que deux places pour les jeux olympiques d'hiver de février 2006 à Turin, Alban n'est donc pas sélectionné pour partir dans la capitale piémontaise. Après la contre-performance de Frédéric dambier aux jeux, où il n'a pris que la dix-neuvième place, celui-ci renonce à participer aux championnats du monde de mars 2006 à Calgary. C'est donc Alban qui prend sa place et part pour le Canada pour ses premiers championnats du monde senior. Il sait séduire le public canadien, et rendre directement dans le top 10 mondial en prenant la huitième place. Le 10 juin 2006, il reçoit la médaille de la ville de Charleville-Mézières et la médaille de bronze de la direction départementale de la jeunesse et des sports des Ardennes.

#### Saison 2006/2007
Il décide de patiner son programme long sur plusieurs musiques: le générique de la série "Mike Hammer", la bande originale du film "Swing Kids", une musique extraite du Fosse Show (Comédie Musicale américaine de Broadway) et enfin la bande originale du film "The Mask". Pour le programme court, il décide de conserver celui de la saison passée. Le 12 septembre 2006, Alban apprend le décès de son ancien entraîneur de Charleville-Mézières, Elena Issatchenko, emportée par une grave maladie. Quelques jours plus tard, extrêmement touché par cette disparition et malgré une contusion osseuse à la cheville, il participe tout de même aux masters de septembre à Clermont-Ferrand, où il prend la seconde place. En octobre, il monte pour la première fois sur un podium de Grand-Prix ISU, au Skate America, où il obtient une médaille de bronze. Il réitère au Trophée Bompard de novembre, où il prend même la médaille d'argent. En décembre, il doit déclarer forfait pour les championnats de France d'Orléans à cause d'une blessure au dos qu'il a contracté à l'entrainement quelques jours avant la compétition. Toutefois la blessure ne semblant pas trop le handicaper, il choisit d'aller à Saint-Pétersbourg pour patiner à la finale du Grand-prix à laquelle il s'est qualifié grâce à ces deux podiums aux deux Grands-Prix. Il se classe quatrième mais dernier de la compétition. Malgré son forfait lors des championnats nationaux, la Fédération le sélectionne quand même pour participer aux championnats d'Europe de janvier 2007 à Varsovie, au détriment de Samuel Contesti qui est pourtant sur le podium des championnats de France. Il arrive dans la capitale polonaise complètement rétabli de sa blessure au dos. Après un programme court mitigé, il réalise un bien meilleur programme libre où il réussit son premier quadruple saut en compétition qui a pourtant été jugé sévèrement. Il termine sixième de la compétition, comme l'année passée. Aux championnats du monde de mars 2007 à Tokyo, il doit quitter le top 10 mondial pour se contenter de la onzième place, mais assiste au sacre de son compatriote Brian Joubert qui devient champion du monde. Le 25 mai 2007, il reçoit la médaille de bronze de la ville de Paris dans les salons de l'hôtel de ville, récompensant la réussite de son double parcours scolaire et sportif.

#### Saison 2007/2008
Il patine deux programmes courts différents sur "Parisienne Walkways" de Gary Moore ou sur la bande originale du film "La Famille Addams (film)|La Famille Addams". Pour le programme long, il choisit les bandes originales des films "Dracula" et "Entretien avec un vampire". Au début de saison, il ne connaît pas la même réussite que la saison passée. Il ne prend que la troisième place des masters de Courbevoie en septembre, et la cinquième place du Skate America en octobre. Le 10 novembre 2007, la municipalité de Charleville-Mézières inaugure le nouveau nom de la patinoire municipale qui portera désormais le nom d'Elena Issatchenko, l'ancien entraîneur d'Alban. Celui-ci se félicite de cette décision dont il était à l'initiative. La semaine suivante, il réussit à retrouver le podium d'un Grand-Prix au Trophée Bompard, en prenant la médaille de bronze. Néanmoins ce résultat n'est pas suffisant pour qu'il soit qualifié pour la finale du Grand-Prix à Turin. En décembre, lors des championnats de France à Megève, il déçoit en ne prenant que la troisième place derrière Brian Joubert et Yannick Ponsero. Aux championnats d'Europe de janvier 2008 à Zagreb, il réalise une véritable contre-performance en ne prenant que la dixième place. Il décide alors de changer son programme long, mais de nouvelles blessures viennent ralentir sa préparation. Ayant toujours la volonté de participer aux championnats du monde de mars 2008 à Göteborg, il se rend en Suède avec l'équipe de France mais est obligé de déclarer forfait juste avant le début des compétitions, à cause d'une déchirure musculaire sur le côté droit du dos, alors qu'il effectuait un triple flip à l'entraînement. Ce forfait provoque alors la perte d'une place pour la France pour la catégorie Messieurs pour les prochains mondiaux, ce qui empêchera Alban d'y participer dans un an! Cette blessure au dos impose à Alban un repos imposé d'un mois, ce qui l'empêche de participer à la tournée de l'équipe de France.

#### Saison 2008/2009

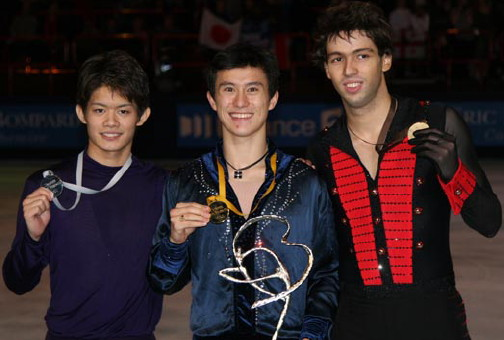
Alban Préaubert sur le podium du Trophée de France 2008 avec Patrick Chan et Takahiko Kozuka

Il patine son programme court sur "Exit music for a film" de Brad Mehldau, et choisit pour son programme libre deux chansons russes traditionnelles en hommage à son ancien entraîneur Elena Issatchenko: "Kalinka" et "Les bateliers de la Volga". Il va faire le meilleur début de saison de sa carrière en remportant les masters de patinage début octobre, en se permettant de battre le champion du monde Brian Joubert! En novembre, il le bat de nouveau au Trophée Bompard en obtenant la troisième place, alors que Brian n'est que quatrième. La semaine suivante, Alban conquiert également une médaille de bronze à la Coupe de Russie. Ces deux podiums ne lui permettent toutefois pas de participer à la finale du Grand-Prix à Goyang. Lors des championnats de France à Colmar en décembre, l'absence du sextuple champion national Brian Joubert laisse une compétition très ouverte. Alban est alors favori pour le titre lorsqu'il obtient la première place à l'issue du programme court, mais va perdre tous ses moyens lors du programme libre et redescendre à la troisième place, laissant le titre à Yannick Ponsero et la médaille d'argent au patineur encore junior Florent Amodio. C'est la troisième fois qu'Alban obtient une médaille de bronze aux championnats nationaux. Qualifié pour les championnats d'Europe de janvier 2009 à Helsinki, après deux bons programmes, il remonte dans le classement européen à la cinquième place, son meilleur résultat à cette compétition. Néanmoins, n'étant que le troisième français du classement derrière Brian Joubert (1e) et Yannick ponsero (4e), il n'est pas sélectionné par la fédération pour participer aux championnats du monde de mars 2009 à Los Angeles, la France ne disposant que de deux places à cause du forfait d'Alban la saison passée!

#### Saison 2009/2010
Alban choisit de patiner cette saison olympique sur la musique du film Orange mécanique pour le programme court et un medley rock'n roll des Rolling Stones (quatre chansons recomposées par Maxime Rodriguez : Paint It Black, Angie, Mannish Boy et Start Me Up) pour son programme long. Troisième des masters de patinage, il ne prend que la septième place du Trophée Bompard en octobre. Le mois suivant, au Skate Canada, il monte sur son cinquième podium de Grand-Prix en prenant la médaille de bronze. En décembre, aux championnats de France à Marseille, alors que Brian Joubert est absent pour la deuxième année consécutive à cause d'une blessure au pied droit, la compétition est de nouveau très ouverte. Mais Alban n'arrive pas dans la capitale provençale avec tous ses moyens car il a une nouvelle blessure, une entorse à la cheville. Il se bat tout de même mais n'obtient qu'une médaille de bronze, la quatrième qu'il gagne à des championnats nationaux! Il est devancé par le nouveau champion de France Florent Amodio et par Yannick Ponsero. Cette troisième place nationale va empêcher Alban de participer aux jeux olympiques d'hiver de février 2010 à Vancouver, car seuls Brian Joubert et le nouveau champion de France sont sélectionnés. En ce qui concerne les championnats d'Europe de janvier 2010 à Tallinn, le président de la fédération Didier Gailhaguet, donnant comme argument que les patineurs français forment une équipe, décide de ne pas sélectionner Florent Amodio qui part déjà pour les jeux, et de laisser sa place à Alban Préaubert. Celui-ci prend la septième place européenne. Le 15 mars 2010, à la suite de l'échec de Brian Joubert aux jeux olympiques, la fédération lui demande de passer un test de sélection à Bercy, face à Brian et Yannick Ponsero, pour savoir qui envoyer aux championnats du monde de mars 2010 à Turin. Malgré l'absence de Yannick Ponsero, Alban ne réussit pas à convaincre les représentants de la fédération de l'envoyer aux mondiaux dans la capitale piémontaise. Sa saison terminée, il décide de poursuivre sa carrière amateur.

#### Saison 2010/2011
Alban patine son programme court sur la chanson Turtle shoes de Bobby McFerrin et son programme long sur une musique pour piano de Franz Schubert. Au début de la saison, il participe à deux compétitions automnales du Grand Prix ISU ; d'abord au Skate Canada en octobre 2010 (6e) puis à la coupe de Russie en novembre 2010 (5e). Le mois suivant, il obtient pour la cinquième fois une médaille de bronze aux championnats de France à Tours, ce qui lui permet de participer aux championnats d'Europe de janvier 2011 à Berne. Il y prend la 10e place, mais étant le troisième français de la compétition, il ne peut pas se présenter aux championnats du monde d'avril 2011 à Moscou, la France ne disposant que de deux places.

### Reconversion
Après avoir suivi un stage de fin d'étude en mars 2011, Alban Préaubert a été embauché au sein de l'entreprise spécialisée dans la finance, Sycomore Asset Management, basée à Paris. La suite de sa carrière sportive devient alors incertaine. Sélectionné par l'ISU pour le Skate Canada 2011, Alban Préaubert est obligé de déclarer forfait à cause du manque de temps pour gérer de front sa carrière professionnelle et sa carrière sportive de haut niveau. Il annonce finalement qu'il arrête sa carrière sportive sur l'antenne d'eurosport lors de la retransmission du Skate Canada en octobre 2011, et devient commentateur sportif pour cette chaîne à partir de cette date.

## Palmarès
| Compétition                   | 2002    | 2003    | 2004    | 2005    | 2006    | 2007    | 2008    | 2009    | 2010    | 2011    |  |  |  |  |
| Jeux olympiques d'hiver       |         |         |         |         |         |         |         |         |         |         |  |  |  |  |
| Championnats du monde         |         |         |         |         | 8e      | 11e     | F       |         |         |         |  |  |  |  |
| Championnats d'Europe         |         |         |         |         | 6e      | 6e      | 10e     | 5e      | 7e      | 10e     |  |  |  |  |
| Championnats de France        | 13e     | 5e      | 7e      | 6e      | 3e      | F       | 3e      | 3e      | 3e      | 3e      |  |  |  |  |
| Championnats du monde juniors |         | 3e      | 4e      | 9e      |         |         |         |         |         |         |  |  |  |  |
|                               |         |         |         |         |         |         |         |         |         |         |  |  |  |  |
| Grand Prix ISU                | 2001/02 | 2002/03 | 2003/04 | 2004/05 | 2005/06 | 2006/07 | 2007/08 | 2008/09 | 2009/10 | 2010/11 |  |  |  |  |
| Finale du Grand Prix          |         |         |         |         |         | 4e      |         |         |         |         |  |  |  |  |
| Skate America                 |         |         |         |         |         | 3e      | 5e      |         |         |         |  |  |  |  |
| Skate Canada                  |         |         |         |         |         |         |         |         | 3e      | 6e      |  |  |  |  |
| Coupe de Chine                |         |         |         |         | 9e      |         |         |         |         |         |  |  |  |  |
| Trophée de France             |         |         |         | 8e      |         | 2e      | 3e      | 3e      | 7e      |         |  |  |  |  |
| Coupe de Russie               |         |         |         |         | 6e      |         |         | 3e      |         | 5e      |  |  |  |  |
| Trophée NHK                   |         |         |         | 10e     |         |         |         |         |         |         |  |  |  |  |
| Légende : F = Forfait         |         |         |         |         |         |         |         |         |         |         |  |  |  |  |

## Galerie d'images

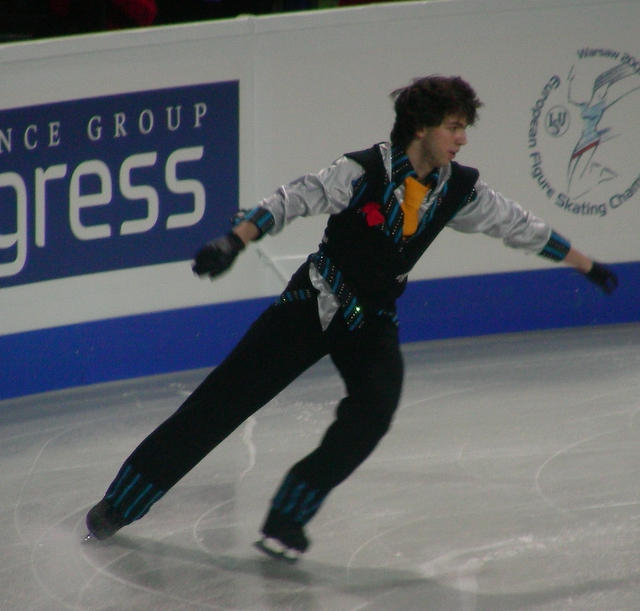
Championnats d'Europe 2007
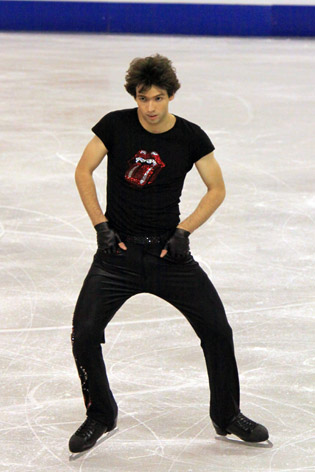
Skate Canada 2009
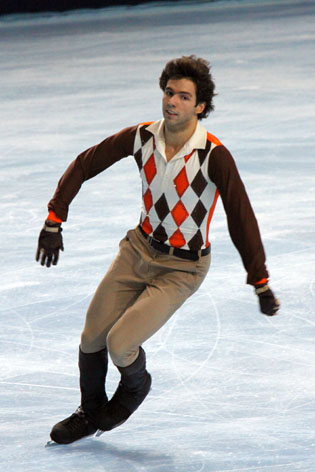
Trophée Bompard 2009
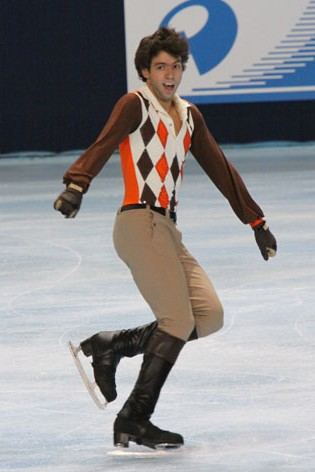
Trophée Bompard 2009
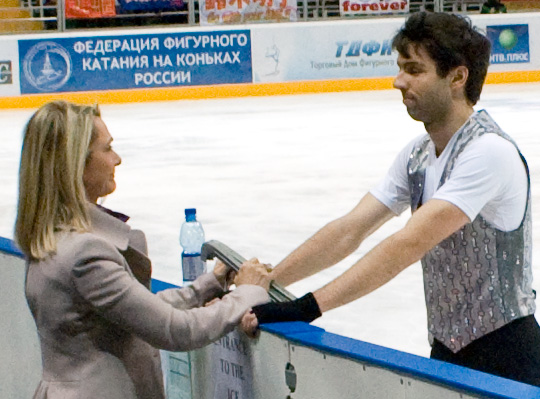
Avec son entraîneur Annick Dumont à la Coupe de Russie 2010
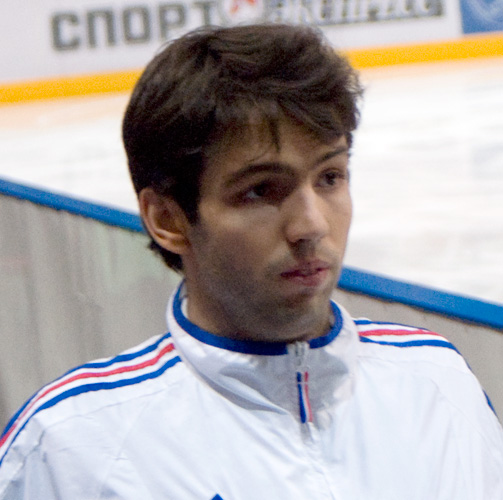
Coupe de Russie 2010
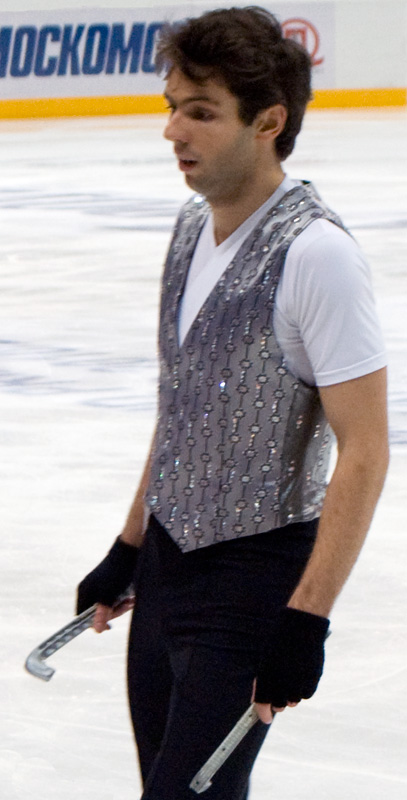
Coupe de Russie 2010